# Hořesedly
Hořesedly (Duits: Horosedl of Horosedel) is een Tsjechische gemeente in de regio Midden-Bohemen en maakt deel uit van het district Rakovník. Het dorp ligt op ongeveer 11 kilometer afstand van de stad Rakovník.
Hořesedly telt 424 inwoners (2025).

## Etymologie
De naam van het dorp is afgeleid van het Oud-Tsjechische bijvoeglijk naamwoord hořě (boven) en betekent dorp van de bergbewoners. In historische bronnen komt de naam van het dorp voor als Horsusedl (1316), Horussedel (1360), Horzesedl (1352-1367), Horziesedl (1369-1405), Horziesedel (1398), Horziessedl (1418), Horosedly (1479, 1579), Horosedl en Hřesedl (1785), Horosedl (1845) en Horesedly (Tsjechisch) en Horosedl (Duits) (beide 1854).

## Geschiedenis
De eerste schriftelijke vermelding van Hořesedly dateert van 1316 toen de landsheer Jan van Horesedel zich er vestigde. In 1420 werd het dorp door Keizer Sigismund geschonken aan de broers Bedřich en Hanuš Kolovrat. Beiden bekeerden zich echter tot het Hussitisme, waarna keizer Sigismund hun boerderij aan schuldeisers verpachtte.
In de 16e eeuw bouwde een van hen een fort in Hořesedly. Aangenomen wordt dat de bouwer ofwel Mikuláš van Polenska (die sinds 1529 in het dorp woonde) of Jan Myška van Žlunice (die sinds 1539 in het dorp woonde) was. De eerste vermelding van het fort is uit 1579, toen Jaroslav het verkocht aan Havel Hrobčický die op dat moment in het kasteel van Kolešovice woonde. Onder zijn eigenaarschap raakte het fort waarschijnlijk in verval. In 1623 werd het fort aangekocht door Jan Münich van Arzberk.
Sinds 2003 is Hořesedly een zelfstandige gemeente binnen het district Rakovník.

## Bezienswaardigheden

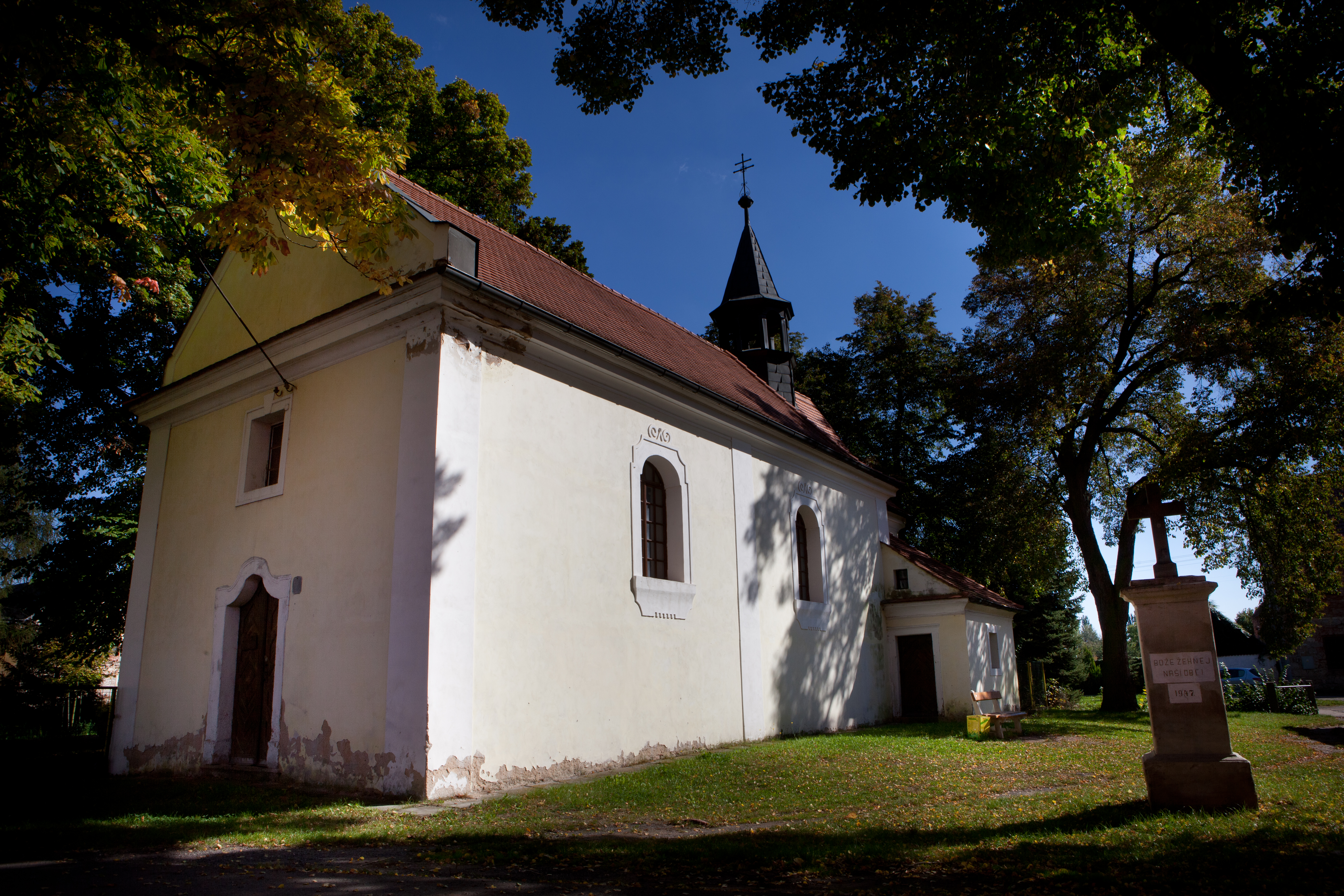
Sint-Laurentiuskerk op het dorpsplein

- Sint-Laurentiuskerk op het dorpsplein

## Verkeer en vervoer

### Autowegen
De weg I/6 loopt door de gemeente en verbindt Hořesedly met Praag en Karlsbad.

### Spoorlijnen

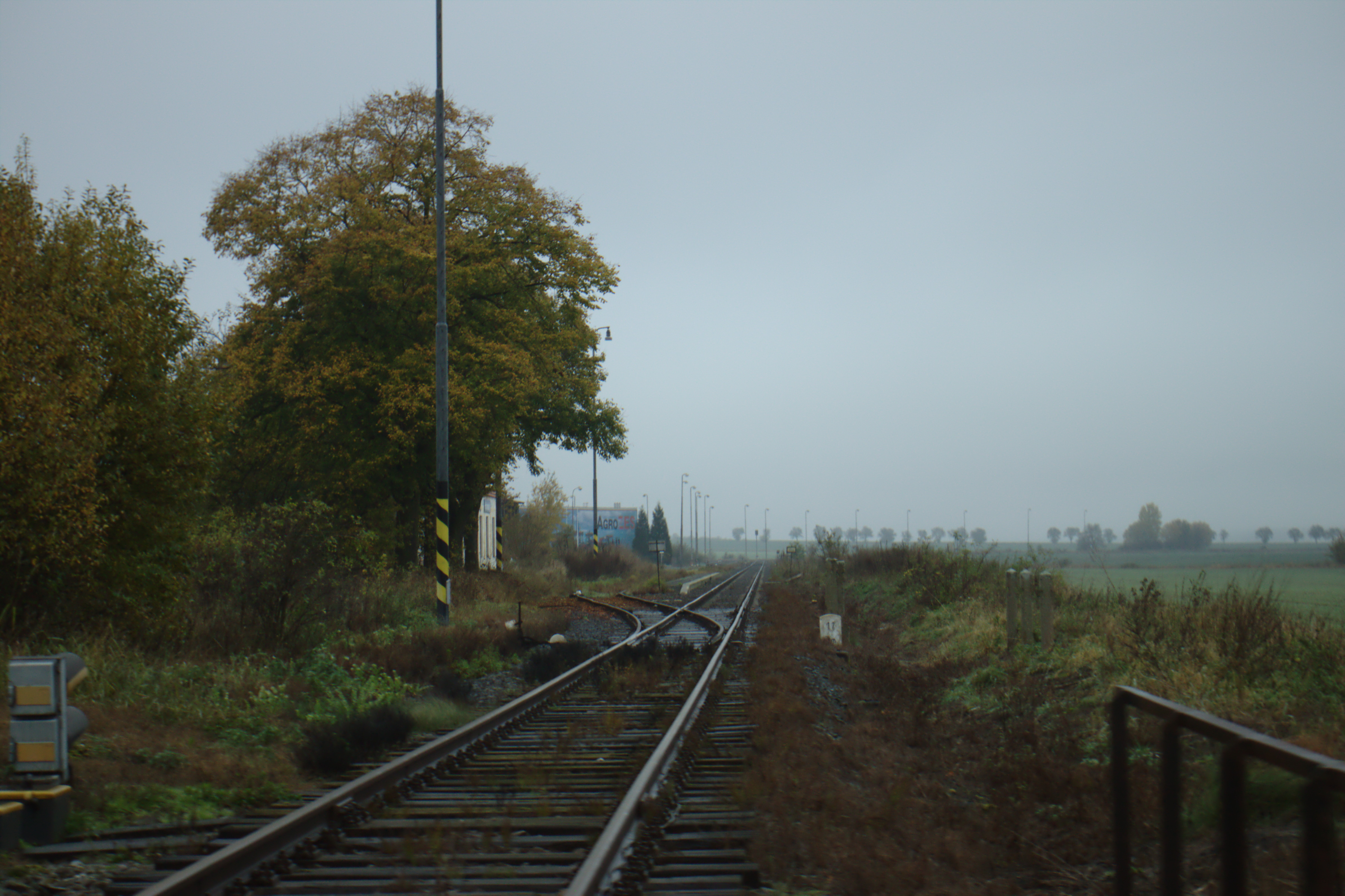
Perron van station Hořesedly

Station Hořesedly ligt drie kilometer buiten het dorp aan spoorlijn 126 Most-Rakovník. Doordeweeks stoppen er 10 treinen per dag; in het weekend 9.

### Buslijnen
Er halteren diverse (langeafstands)buslijnen in het dorp, onder meer van vervoerder Transdev Střední Čechy.